# 浒湾站
浒湾站位于河南省信阳市新县浒湾乡，是京九铁路的一座火车站，等级为四等站，距北京西站1022公里，距常平站1293公里，本站及相邻上下行区间均为电气化区段。车站建于1996年，只办理货运，不办理客运业务。